# Max-Planck-Gymnasium Bielefeld
Das Max-Planck-Gymnasium Bielefeld („MPG“) ist eine 1952 gegründete öffentliche Schule in der ostwestfälischen Stadt Bielefeld in Nordrhein-Westfalen und liegt im Stadtbezirk Mitte direkt an der Grenze zum Stadtbezirk Schildesche. 
Das Gymnasium ist vier-zügig und wird von ca. 900 Schülern besucht, im Kollegium sind 85 Lehrkräfte tätig. Das Max-Planck-Gymnasium in Bielefeld ist eines der wenigen öffentlichen Gymnasien in Nordrhein-Westfalen, das sich für den Verbleib im G8-System entschieden hat.

## Geschichte
Das Max-Planck-Gymnasium entstand im Jahr 1952, als der naturwissenschaftliche Zweig des Ratsgymnasiums Bielefeld als eigene Schule mit neuem Namen abgetrennt wurde. Benannt wurde es nach dem Physiker Max Planck. Der sprachliche Zweig verblieb dort unter dem alten Namen. Die beiden Schulen teilten sich zunächst noch ein Gebäude, bis das Max-Planck-Gymnasium dann 1960 in einen Neubau am jetzigen Standort Stapenhorststraße gegenüber der Rudolf-Oetker-Halle zog.

## Profil
Das MPG versteht sich als modernes Ganztags-Gymnasium, in dem Schule als Lern- und Lebensraum gestaltet wird. Der Unterricht findet im gebundenen Ganztag statt.
Als Stadtteilgymnasium für den Bielefelder Westen und Norden will das MPG durch ein breites Angebotsspektrum die Talente und Interessen der Schülerinnen und Schüler fördern, ohne dabei Spezialklassen zu bilden.
Der Schule wurde das bundesweite Siegel „Berufswahl und ausbildungsfreundliche Schule“ verliehen, sie ist ausgezeichnet im Rahmen der Begabtenförderung als Zukunftsschule NRW.

## MINT
In den Naturwissenschaften werden Ateliers jenseits des Fachunterrichts angeboten wie z. B. Robo-Challenge oder Science. Für Grundschüler gibt es das Experimentallabor Plancki-Lab. Das MPG ist als MINT-freundliche Schule zertifiziert und Satellitenschule für das Teutolab Robotik (Universität Bielefeld). Es gibt einen aufbauenden Informatikunterricht ab der 6. Jahrgangsstufe neben anderen Informatikangeboten. Die Schule kooperiert mit der Universität Bielefeld, der Dr. Oetker Nahrungsmittel GmbH und dem ZdI-Zentrum „experiMINT“, als Begabungsförderungsschule unterstützt durch die Osthushenrichstiftung und Weitere.
In Zusammenarbeit mit der Universität Bielefeld wird seit 2022 der "Mathe-Brückenkurs" (WMINT) angeboten. Ziel ist es, den Übergang zwischen gymnasialer und universitärer Mathematik zu erleichtern.

## Fremdsprachen
Am MPG können Englisch (ab Klasse 5), Französisch (ab Klasse 6), Latein (ab Klasse 6) und Spanisch (ab Klasse 8 oder Einführungsphase) erlernt werden.
In den modernen Fremdsprachen können am MPG zusätzlich Sprachzertifikate erworben werden: Cambridge ESOL – das MPG ist offizielle Cambridge-Vorbereitungsschule (Cambridge Englisch Preparation Centre), DELF für französische Sprachdiplome und DELE, ein Diplom für Spanisch als Fremdsprache.
Weitere Sprachen können in Bielefeld in Zentralkursen für Oberstufenschüler aller Gymnasien belegt werden.

## Musik
Das Max-Planck-Gymnasium pflegt eine enge Kooperation mit der Musik- und Kunstschule der Stadt Bielefeld, die für die Schülerinnen und Schüler des MPG Instrumentalunterricht für Anfänger und Fortgeschrittene durch Musiklehrer der städtischen Musikschule mit den Instrumenten Gitarre, Klavier, Keyboard, Violine, Cello, Akkordeon, Blockflöte, Klarinette, Schlagzeug u. a. anbietet. Der Unterricht findet in den Räumen des MPG und z. T. auch mit den Instrumenten des MPG am Nachmittag eng verzahnt mit dem Stundenplan statt.
Es werden zudem verschiedene Instrumental- und Vokalensembles angeboten.

## Sport
Das Max-Planck-Gymnasium ist im Schulsport die Volleyball-Hochburg Ostwestfalens. Seit 1968 wird Volleyball in AGs gespielt, dabei kooperiert die Schule traditionell mit dem Telekom-Post-SV Bielefeld. Schulmannschaften des MPG haben zahlreiche Meistertitel auf städtischer und auch überregionaler Ebene errungen.
Das MPG pflegt Mannschaftssportarten und ist im Bielefelder Schulsport ferner durch Teams im Handball, Fußball (auch Mädchenfußball) und Basketball erfolgreich vertreten.

## G 8 / G 9
Das MPG bietet seit 2011/12 den achtjährigen Bildungsgang bis zum Abitur an.
2018 entschied die Schulkonferenz des MPG, als einzige staatliche Schule in NRW am G8-Modell festzuhalten. Zusammen mit dem Schulministerium wird am Max-Planck-Gymnasium bis 2027 erprobt, wie die Stundentafeln von G8 und G9 entsprechend aller Vorgaben zu vereinigen sind.

## Gebäude
Das Schulgebäude an der Stapenhorststraße aus den 50er Jahren wurde 1960 bezogen. Nach einem großen Asbestfund im Jahr 2008 wurde das Gebäude umfassend saniert. Durch die Sanierungs- und Umbaumaßnahmen wurden auch die Voraussetzungen für den Schulbetrieb im gebundenen Ganztag geschaffen. Der Umbau war zu Anfang des Schuljahres 2014/15 fertiggestellt.
Die Schule befindet sich in direkter Nachbarschaft der Schüco-Arena von Arminia Bielefeld sowie der Rudolf-Oetker-Halle, die teilweise auch für schulische Veranstaltungen wie Zeugnisvergaben oder Konzerte genutzt wird.

## Schulleiter
- 1952–1968 Lothar Wolf
- 1968–1972 Wilhelm Butenholz
- 1972–1993 Helmut Stahlberg
- 1993–2004 Herbert Braß
- 2004–2018 Gisela von Alven
- seit 2018 Andrea Kleist

## Bekannte Lehrer
- Julian Jusim, Kunstlehrer, Architekt, Illustrator[20]
- Jürgen Oberschelp, Musiklehrer, Chorleiter, Dirigent
- Hellmuth Scheunemann, Kunstlehrer, Maler[21]
- Wolfgang Hädecke, Deutschlehrer, Schriftsteller